# Dorian Wagner
Dorian Wagner (* 19. September 1983 in Roth) ist ein ehemaliger deutscher Triathlet. 

## Werdegang
Dorian Wagner wurde trainiert von Mario Huys. Er startete vorwiegende bei Triathlon-Veranstaltungen auf der Mitteldistanz und ab 2012 auch auf der Langdistanz.
Im Juni 2012 wurde er Fünfter bei der Triathlon-Europameisterschaft auf der Mitteldistanz und im August holte er sich beim Ironman Sweden die Silbermedaille.
2013 erklärte er seine aktive Zeit beendet und ist heute in der Immobilienbranche tätig.

## Sportliche Erfolge
| Datum/Jahr    | Rang | Wettbewerb                                           | Austragungsort | Zeit     | Bemerkung                                                  |
| ------------- | ---- | ---------------------------------------------------- | -------------- | -------- | ---------------------------------------------------------- |
| 1. Sep. 2013  | 4    | Ironman 70.3 Zell am See-Kaprun                      | Zell am See    |          |                                                            |
| 16. Juni 2013 | 5    | Ironman 70.3 Berlin                                  | Berlin         | 03:55:55 | bei der Erstaustragung in Berlin                           |
| 26. Mai 2013  | 4    | Ironman 70.3 Austria                                 | St. Pölten     |          |                                                            |
| 10. Juni 2012 | 5    | ETU Middle Distance Triathlon European Championships | Kraichgau      | 03:48:15 | Europameisterschaft Mitteldistanz beim Challenge Kraichgau |
| 20. Mai 2012  | 7    | Ironman 70.3 Austria                                 | St. Pölten     |          |                                                            |

| Datum/Jahr    | Rang | Wettbewerb                                                   | Austragungsort | Zeit     | Bemerkung |
| ------------- | ---- | ------------------------------------------------------------ | -------------- | -------- | --- |
| 2. Nov. 2013  | 8    | Ironman Florida                                              | Panama City    | 08:12:46 | |
| 18. Aug. 2012 | 2    | Ironman Sweden                                               | Kalmar         | 08:08:06 | |
| 8. Juli 2012  | 5    | ETU Challenge Long Distance Triathlon European Championships | Roth           | 08:19:47 | Triathlon-Europameisterschaft auf der Langdistanz beim Challenge Roth – als Siebter hinter dem Sieger Timo Bracht |

| Datum/Jahr | Rang | Wettbewerb              | Austragungsort | Zeit | Bemerkung                                                               |
| ---------- | ---- | ----------------------- | -------------- | ---- | ----------------------------------------------------------------------- |
| 2009       | 1    | Hilpoltsteiner Duathlon | Hilpoltstein   |      | Sieger neben Silvia Felt (8 km Laufen, 30 km Radfahren und 3 km Laufen) |

| Datum/Jahr    | Rang | Wettbewerb           | Austragungsort            | Zeit     | Bemerkung              |
| ------------- | ---- | -------------------- | ------------------------- | -------- | ---------------------- |
| 20. Sep. 2009 | 1    | Neumarkter Stadtlauf | Neumarkt in der Oberpfalz | 01:10:39 |                        |
| 21. Sep. 2008 | 1    | Neumarkter Stadtlauf | Neumarkt in der Oberpfalz | 01:11:08 | Sieger im Halbmarathon |

(DNF – Did Not Finish)